# Fuerte Tavush
Fuerte Tavush  (en armenio: Տավուշի բերդ), también conocida como fortaleza de Amram el Toro, son unas ruinas medievales situadas en la periferia de la población de Berd de la provincia de Tavush de Armenia, correspondiente al histórico reino de Armenia. El afluente del río Kurá, el Tavush, fluye cerca de la fortaleza.

## Historia
El fuerte Tavush fue mencionado por primera vez a principios del siglo X, cuando reinaba Ashot II “El Hierro”  y como residencia de los virreyes en su mayoría de la familia de Amram el Toro. Desde el siglo XIV la fortaleza fue abandonada y degradándose hasta su estado en ruinas. La fecha de su fundación es desconocida, aunque entre los siglos IX y X fue nombrada como lugar y varios príncipes se asentaron allí rebelándose contra la dinastía Bagratuni.

## Descripción
Tavush consistía en una ciudadela con una fortaleza inferior, situada en los altos acantilados escarpados en una colina estrecha -con una anchura máxima de 25 metros-. Un muro semicilíndrico permanece unido a la muralla que tenía hasta 12 metros de altura, construida con grandes piedras de andesita, se han conservado restos en las zonas este y noroeste y dentro de su área algunos restos de otros edificios. La entrada principal estaba situada en la parte sur. Bajo la parte oriental inferior de la ciudadela, se conservan paredes de otra fortaleza menor con mampostería ciclópea de piedras fracturadas, una nave tipo vestíbulo con paredes de la iglesia, restos de viviendas y de edificios. El agua potable se extraía por la parte inferior del lado sur de la fortaleza y procedía de las fuentes llamadas Giglan, a través de tuberías de arcilla, de las que se conservan algunos restos. Las ruinas de la fortaleza en algunas partes son visibles, aunque casi en su totalidad, se encuentran bajo una gruesa capa de tierra, en este lugar se han llevado a cabo excavaciones arqueológicas.